# Programa de medianoche

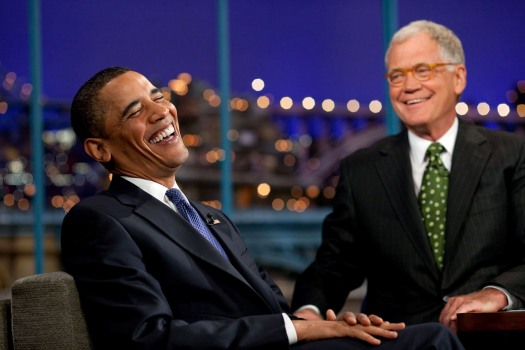
David Letterman entrevistando al entonces presidente de Estados Unidos Barack Obama en el programa del final de la noche Late Show with David Letterman.

Programa de medianoche o franja de medianoche (en inglés, late night show) se refiere al programa de televisión del final de la noche, un género propio de la franja horaria entre las 23:30 y las 3:00, sobre todo habitual entre las 0:00 y las 2:00, aunque el horario concreto de la franja de programa del final de la noche varía según los hábitos de consumo de televisión en cada país. 
El concepto de programa del final de la noche se ha ampliado casi tanto como la propia franja horaria a la que pertenece y podemos hablar de un género que abarcaría desde el clásico programa de entrevistas (monólogos y entrevistas dentro de un programa de variedades) emitido en horario nocturno, hasta los sketches satíricos, la parodia y la imitación, o la crítica política.

## Historia por país

### Argentina
Argentina es un país que se caracteriza por tener un ritmo de vida algo más tardío que en el resto del mundo. La hora habitual de la cena se sitúa entre las 9:00 p. m. y las 11:00 p. m., y el horario estelar de Argentina está ajustado a esta cultura. La franja horaria del horario central se sitúa entre las 9:00 p. m. y las 12:00 a. m., momento en el que se emiten las series, novelas, programas de entretenimiento y telerrealidades de más éxito. Estos programas generalmente terminan pasada la medianoche, por lo que muchas veces no queda una franja horaria para emitir programas de final de la noche Tras los programas centrales, se emiten los noticieros que resumen las noticias más importantes sobre lo acontecido en el día. El conductor que más se identifica con este género es Roberto Pettinato, quien desde mediados de los años 1990 condujo varios programas de ésta estética.
Actualmente existen varios programas de televisión con el formato programa del final de la noche, en primer lugar, haciendo honor al formato más clásico se encuentra Hacete de Oliva, conducido por la actriz, bailarina, productora y monologuista argentina Laura Oliva por el Canal de la Ciudad (ex Ciudad Abierta) y el programa Los Mammones conducido por el humorista Jey Mammon que se emite de lunes a viernes a las 21:00 p. m. por America TV. También el reconocido programa Animales Sueltos conducido por Alejandro Fantino y luego por Luis Novaresio en el mismo canal hasta 2020. No debe olvidarse el programa Mar de Fondo a cargo del mismo conductor por el canal Tyc Sports. En la TV del interior fue un éxito notable De noche con Miguel Martín en Canal 10 de Tucumán.

#### Programas
- Semanario insólito (Argentina Televisora Color) (1982-1983)
- Noti-Dormi (Argentina Televisora Color) (1988–1990)
- Rebelde sin pausa (Argentina Televisora Color) (1991–1992)
- Videomatch (Telefe) (1990-2004)
- La TV ataca (Canal 9) (1991–1993)
- Duro de acostar (Telefe) (1997–1998)
- Todos al diván (Azul TV) (2000–2001)
- Maldito Lunes (Telefe) (2000)
- Duro de Domar (El Trece) (2005-2006)
- Hacete de Oliva (Canal de la Ciudad, o también llamado Ciudad Abierta) (2013-presente)
- Un mundo perfecto (América) (2009–2011)
- Animales Sueltos (América) (2009–2020)
- Nada Personal (El Nueve) (2019-2020).
- Héctor Ledesma (España) (2022-2023).
- Re despiertos (TN) (2017-presente).

### Bolivia
Recién en Bolivia se exploto este elemento con dos programas: Peluchosamente (ATB) y The Narigón Show (Red Uno). Ambos fueron lanzados el 31 de octubre del 2020. Ya antes se había lanzado en RTP un late night show hecho por una productora llena de jóvenes llamada QD Show . Fuera de aquello, en las ocho televisoras nacionales, se suele emitir películas (Unitel, PAT), reprises (Bolivia TV) o series (Cadena A, Bolivision).

### Chile
El género ya había sido explotado por Don Francisco en sus programas de conversación como Noche de Gigantes, sin utilizar esa denominación, pues tenía más forma de programa de entrevistas.
En 2003 debuta en Chilevisión, La última tentación con la conducción de Aldo Schiappacasse quien más tarde es reemplazado por Felipe Bianchi.
En 2005 se estrena en La Red el programa Así Somos, siendo uno de los más exitosos en el país chileno.
El periodista Julio César Rodríguez condujo La tele o yo durante el primer semestre de 2006 en TVN, y volvió en 2008 con un nuevo programa de este tipo en el canal de cable Zona Latina, titulado Sin Dios ni late. El espacio de conversación recibió una buena acogida por parte del público y permaneció en pantalla durante tres años de forma diaria de lunes a viernes. Julio César Rodríguez abandonó el espacio a fines de marzo de 2011 para encarar nuevos proyectos personales. A comienzos de abril del mismo año, el periodista recibió una nueva propuesta para volver a conducir un programa del final de la noche, esta vez del canal Vive! Deportes de la empresa de telecomunicaciones VTR. El conductor estará a cargo a partir de mayo de 2011 del programa Síganme los buenos, “late” que conservará el mismo tono que su antiguo espacio, pero con un elemento adicional: la pasión por el deporte. 
En 2009 se estrena El lado C con Marcelo Comparini en la señal de cable de Canal 13, pero a partir de la segunda temporada su estructura se aleja un poco de la de un programa del final de la noche, mientras que en televisión abierta, debutan Nunca es tarde con Checho Hirane en La Red, actualmente descontinuado, y en Telecanal, Influencia humana con Pablo Zúñiga y la participación de Mariana Marino.
En 2010 debuta en las pantallas de Televisión Nacional de Chile, A/Z conducido por Ignacio Franzani, un joven conductor chileno que basa su programa en clásico programa simpáticon. Y en las pantallas de Canal 13, A tu día le falta Aldo conducido por Aldo Schiappacasse.
En 2018, la señal de cable 13C, estrenó su primer late show llamado "Bendito Lunes", con la conducción del periodista Werne Núñez, destacado cronista y locutor radial chileno. El programa se realizó en una esquina del estudio que ocupaba el show "Sigamos de Largo" de Canal 13, fue producido por el mismo canal 13C y la escenografía costó $0, ya que se hizo con muebles y accesorios reciclados de las teleseries del canal, que estaban guardados en las bodegas de la estación. Si bien tuvo buenas críticas por su sentido del humor y divertidas entrevistas y secciones, solo duró una temporada en pantalla.   
Pero sin duda, uno de los programas del final de la noche más populares y que incluye toda clase de rutinas, ha sido Morandé con compañía conducido por el propio Kike Morandé y conducido por Mega. Cabe saber que ha sido conocido como "El estelar del pueblo", pero no es el único programa de ese tipo que se transmite, también está Sábado por la noche, conducido inicialmente por Juan Carlos Valdivia, pero debido a que emigró a La Red, fue sucedido por José Miguel Viñuela.
En 2018 se crean nuevos programas nocturnos en tres canales, los cuales son o eran emitidos desde las 23:30 horas o desde las 00:00 horas., dependiendo del programa. Estos programas son:
Sigamos de largo de Canal 13, La noche es nuestra de Chilevisión y No culpes a la noche de TVN.

### España

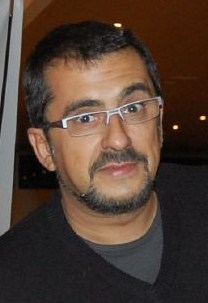
Andreu Buenafuente

El programa del final de la noche suele comenzar más tarde que en los países anglosajones en un intento de adaptarse al estilo de vida español. Los programas de máxima audiencia (horario central) se extienden hasta más allá de medianoche, desplazando al programa del final de la noche a la madrugada. 
El pionero de la fórmula en España fue el programa La noche se mueve, emitido en Telemadrid en la temporada 1992-1993, dirigido por José Miguel Contreras y presentado por El Gran Wyoming.
El formato estadounidense del programa del final de la noche quedó consolidado en España cuando Pepe Navarro importó la fórmula a las madrugadas de Telecinco con el programa Esta noche cruzamos el Mississippi, y que tras dos años en pantalla, en septiembre de 1997, dejaría paso a Javier Sardà y sus Crónicas Marcianas, finalizadas tras ocho años de emisión.

Durante todos esos años, la directa competidora de Telecinco, el canal, también privado, Antena 3, buscó desbancar en audiencia a su rival con sucesivos programas del final de la noche, que nunca alcanzaron la cuota de pantalla deseada y fueron cancelados pocos meses después de su estreno: La noche prohibida (1996), con José Coronado, Efecto F (1997), con Francis Lorenzo (ocho semanas en emisión), La sonrisa del pelícano (1997), con Pepe Navarro (seis semanas en emisión), La central (2000), con Jesús Vázquez (dos semanas en emisión), o Maldita la hora (2001), con Máximo Pradera (dos semanas en emisión) y el que obtuvo mayor aceptación y permaneció más tiempo, Abierto al anochecer (2002) con Jordi González.
Tras varios años de soberanía prácticamente inalterable a nivel nacional de Crónicas Marcianas, aparecen varios programas que por fin se asientan en la franja como relevos del programa de Sardá:
En Cuatro el programa del final de la noche Noche Hache, con la conocida humorista Eva Hache al mando, llegó a ser el programa de mayor cuota de pantalla de la cadena y un auténtico referente en la programación de este canal. Dejó de emitirse en junio de 2008. Dos años después, se renovó el intento con Santi Millán y el espacio UAU!.
En 2005 llega a Antena 3 el programa de final de la noche que desbanca a Crónicas. Andreu Buenafuente comienza su andadura en Antena 3 con el programa que lleva su nombre. Se trata de Buenafuente. En 2007 pasa a emitirse en La Sexta - sustituyendo a otro programa del mismo formato, Sabías a lo que venías, con Santiago Segura-. se mantuvo en pantalla hasta el 30 de junio de 2011.
Fue en ese tiempo, cuando Telecinco fracasa con espacios análogos como Plan C (2005), con Carolina Ferre. Televisión española tampoco pudo sacar partido de la fórmula tras los sucesivos fracasos de dos veteranos del género: El Gran Wyoming con La azotea de Wyoming (2005, ocho semanas en antena) y Pepe Navarro con Ruffus y Navarro (2005-2006, seis semanas en antena).
En 2006 comenzó primer programa en El hormiguero. Su primera temporada no fue un éxito de audiencia en relación con el índice medio de la cadena y se amplió de un programa dominical de 120 minutos a un programa diario (de lunes a jueves y sábado) de 55 minutos en su segunda temporada, que comenzó el 17 de septiembre de 2007. A mediados de junio de 2011, en las promociones del canal principal del grupo Antena 3 y tras sucesivas promociones del programa bajo el lema En ocasiones veo treses, se conoce el que será el título del programa en su etapa en Antena 3, manteniendo El hormiguero pasa de ser El hormiguero 2.0 a ser El hormiguero 3.0, en clara referencia al 3 de Antena 3.
Tras la cancelación de Buenafuente en 2011 y su continuación Buenas noches y Buenafuente (2012) y, tras casi 20 años de buena fortuna en audiencias, el formato, por agotamiento, desapareció de las cadenas españolas de ámbito nacional durante más de un año, hasta su retorno, en 2013 de nuevo con Buenafuente y el espacio En el aire, de La Sexta. En 2014 llegó a Telecinco un programa del final de la noche presentado por 5 mujeres llamado Hable con ellas en el que han participado todo tipo de entrevistados.
En el ámbito de las cadenas autonómicas, además del mencionado La noche se mueve, deben destacarse La cosa nostra (1999-2002) y Una Altra Cosa (2002-2004), ambas con Andreu Buenafuente, así como Les Mil i Una (1997-2000), con Jordi González, todos ellos en Televisió de Catalunya. En Telemadrid, cabe mencionar el espacio Territorio Comanche, ocho temporadas en antena desde 2005, presentado por Cristina Tárrega. En la ETB, televisión autonómica vasca, destacó el programa  Sorginen Laratza. 
Finalmente, también en la década de 2000, Dani Mateo presentó en Paramount Comedy el programa del final de la noche Noche sin tregua (2004-2007).
Debido a la localización inexacta de En el aire en horario de parrilla televisiva, se decide su cancelación. Esto da lugar al nacimiento de Late motiv, de Movistar+ en 2016, un late night dirigido por Andreu Buenafuente.
A partir de febrero de 2018 comienza en #0 de Movistar+ La Resistencia, presentado por David Broncano desde el Teatro Arlequín de Madrid. Se emite tras Late Motiv, siendo el primer 'late-late night' de España, como lo hizo David Letterman que presentaba su programa tras el de Johnny Carson.
Tras más de 7 años, los Late Night regresaron a las cadenas generalitas de emisión en abierto con el programa de Telecinco Animales nocturnos, presentado por Cristina Tárrega (2020), que sin embargo solo se mantuvo un mes en antena.

### Estados Unidos

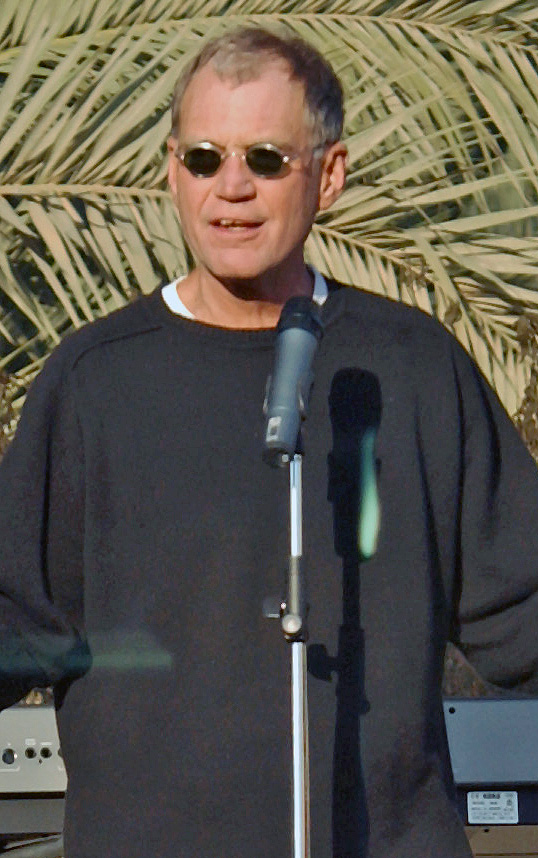
David Letterman.

Estados Unidos, la televisión estadounidense, considerada como la madre de la versión comercial, es, quizás, la televisión que más se asemeja en horarios a la latina, situando los programas propios del final de la noche" entre las 11:35 p. m. y las 1:35 a. m. En esta franja, cadenas generalistas que escapan a la especificidad del cable como la CBS, la NBC o la ABC, programan finales de la noche como The tonight show desde 1962. 
The Tonight Show, iniciado en 1954, desde 2014 conducido por Jimmy Fallon. El conductor más importante fue Johnny Carson, quien estuvo por 30 años entre 1962 y 1992, luego fue sucedido por Jay Leno hasta 2009, cuando fue dejado a Conan O'Brien. O'Brien, quien conducía desde 1993 Late Night with Conan O'Brien, programa que iba después de Tonight y que fue dejado a Jimmy Fallon. En enero de 2010, debido a problemas de audiencia y programación con The Jay Leno Show, Conan O´Brien deja "The Tonight Show with Conan O'Brien" y NBC para conducir Conan en TBS.
Letterman, quien estreno su programa en CBS en 1993, estuvo imbatido en audiencia desde su estreno en 1993 hasta finales de 1995, cuando The Tonight Show consiguió por primera vez superarlo gracias a las lágrimas en vivo del actor Hugh Grant. Letterman y Leno terminan sus programas a las 12:35 a. m., dejando paso a dos programas de corte similar: Late Night y The Late Late Show. Ambos programas terminan su emisión a las 1:35 a. m., momento en que podemos dar por finalizada la franja horaria del programa del final de la noche en Estados Unidos. La Fox propone por su parte un particular programa que combina el programa de entrevistas y los sketches, desmarcándose del formato de programa de entrevistas instaurado por David Letterman, más propenso al directo, a la crítica política, las imitaciones, invitados y secciones propias de colaboradores del programa.
En febrero de 2014 Jay Leno dejó la conducción de Tonight Show para pasárselo al entonces conductor de Late Night with Jimmy Fallon, Jimmy Fallon, bajo el nombre de The Tonight Show Starring Jimmy Fallon, mientras que Seth Meyers (Saturday Night Live) pasó a ser el conductor de Late Night with Seth Meyers.
Letterman se retira de la televisión en 2015, dejando la conducción de Late Show a Stephen Colbert, quien en septiembre de 2015 estrena Late Show with Stephen Colbert.
En Univision, también tiene como programa del final de la noche, el programa Don Francisco presenta, conducido por Mario Kreutzberger "Don Francisco" y con una gran variedad de invitados, es quizá el único programa del final de la noche hispano que existe en Estados Unidos.

#### Programas

##### NBC

###### The Tonight Show
- The Tonight Show Starring Steve Allen (1954 – 1957)
- The Tonight Show Starring Jack Paar (1957 - 1962)
- The Tonight Show Starring Johnny Carson (octubre de 1962 - mayo de 1992)
- The Tonight Show with Jay Leno (mayo de 1992-mayo de 2009, marzo de 2010 - 6 de febrero de 2014)
- The Tonight Show with Conan O'Brien (1 de junio de 2009 – 22 de enero de 2010)
- The Tonight Show Starring Jimmy Fallon (17 de febrero de 2014 - presente)

###### Late Night
- Late Night with David Letterman (febrero de 1982 - junio de 1993)
- Late Night with Conan O'Brien (septiembre de 1993 - febrero de 2009)
- Late Night with Jimmy Fallon (marzo de 2009 - 7 de febrero de 2014)
- Late Night with Seth Meyers (24 de febrero de 2014 - presente)

###### Adult Swim/Cartoon Network
- The Eric Andre Show (2012 - presente)

###### Otros
- Last Call with Carson Daly (2002 - 2019)
- Saturday Night Live (1975-presente)
- The Tomorrow Show (octubre de 1973-enero de 1982)
- Later (agosto de 1988-febrero de 2001)
- A Little Late with Lilly Singh (septiembre de 2019-presente)

##### CBS

###### Late Show
- Late Show with David Letterman (30 de agosto de 1993-20 de mayo de 2015)
- Late Show with Stephen Colbert (estreno: 8 de septiembre de 2015)

###### The Late Late Show
- The Late Late Show with Tom Snyder (1995 – 1999)
- The Late Late Show with Craig Kilborn (1999 – 2004)
- The Late Late Show with Craig Ferguson (2005 – 2014)
- The Late Late Show with James Corden (23 de marzo de 2015 - 2023)

##### ABC
- Nightline (marzo de 1980 – presente)
- Jimmy Kimmel Live! (ABC) (2003 – presente)
- Politically Incorrect with Bill Maher (1997 - julio de 2002)

##### Fox
- The Late Show (octubre de 1986 – octubre de 1988)
- The Chevy Chase Show (septiembre - octubre de 1993)

##### Comedy Central

###### The Daily Show
- The Daily Show with Craig Kilborn (1996 – 1998)
- The Daily Show with Jon Stewart (1999 – 6 de agosto de 2015)
- The Daily Show with Trevor Noah (estreno 28 de septiembre de 2015)

###### Otros
- Politically Incorrect with Bill Maher (1993 - 1997)
- The Colbert Report (2005 – 2014)
- @midnight (2014 - presente)
- The Nightly Show (enero de 2015 - presente)

##### TBS
- Conan (8 de noviembre de 2010–2021)
- Lopez Tonight (2009–2011)

##### HBO
- Real Time with Bill Maher (21 de febrero de 2003-presente)
- Last Week Tonight with John Oliver (27 de abril de 2014-presente)

##### Sindicados
- The Arsenio Hall Show (1989-1994; septiembre de 2013-2014)
- The Jon Stewart Show (1993 - 1995)

##### Otras cadenas
- Chelsea Lately (E!) (2007 - agosto de 2014)
- Brand X with Russell Brand (FX) (2012 - 2013)

### Venezuela
En Venezuela existieron varios programas del final de la noche de señal por cable y abierta de gran éxitos, los más destacados fueron:
- Viviana a la medianoche: Era un programa presentado por Viviana Gibelli. Este era emitido los lunes, miércoles y viernes a las 12:00 a. m., siendo uno de los pocos programas producidos por Venevisión en su historia para este horario. En Estados Unidos el programa fue emitido por casi 10 años.
- Ni tan tarde fue uno de los primeros programas de final de la noche más reconocidos de la televisión. Empezó emisiones el 2 de febrero de 1999 y era transmitido por Televen y después por Puma TV. Era conducido por Erika de la Vega y Luis Chataing. Finalizó en 2001.
- Erika Tipo 11 empezó emisiones el 19 de marzo de 2012 a las 11:00 p. m. por Venevisión Plus, conducido por la carismática Erika de la Vega teniendo gran aceptación, con grandes invitados. Finalizó en 2013.
- Chataing TV empezó emisiones el 9 de abril de 2012 a las 12 de la medianoche en Televen, con casi la misma dinámica que Erika Tipo 11 pero con un estilo diferente. Finalizó en 2014.

Los dos programas del final de la noche diarios eran muy vistos y gozaban de altas audiencias, y sus frases diarias se convirtieron en trendig topic en Twitter en Venezuela, y algunas veces Mundial.

### México
En México se emite por el canal de cable Unicable (uno de los más populares de Televisa), diferentes programas nocturnos, además de transmitirse por el Canal de las Estrellas Internacional
entre ellos destacan:
- Es de noche y ya llegué: adaptación de The Tonight Show con el conductor René Franco, el programa siempre cuenta con 3 o 2 invitados, además de chistes y una banda musical
- Susana adicción: programa de entrevistas conducido por Susana Zabaleta, es el programa que cuenta con más invitados, usualmente 5 o 6, entre ellos celebridades y panelistas normales, en él se tocan temas de conversación como: salud, esoterismo, magia, comedia, sexo, libros y cine, además de entrevistas a los famosos.
- Netas divinas: una adaptación entre The View y The Talk, conducido por cinco mujeres, que dialogan sobre experiencias de la vida diaria, con invitados especialistas en el tema.
- Miembros al aire: contraparte de netas divinas, esta especialmente a los hombres en general.
- Esta cañón: conducido por Yordi Rosado, cuenta con celebridades invitadas, pero obligadas a hacer chistes, bromas o monólogos.
- Mojoe : programa más querido del canal, es un programa de entrevistas conducido por Montserrat Oliver y Yolanda Andrade en el cual entrevistan a famosos de todo el mundo, haciéndolo jovial para el público.

### Paraguay
En Paraguay se emiten actualmente por los canales siguientes: El Trece, Red Guaraní y Paraguay TV, estos tres respectivamente en TV Abierta. Unicanal y Tigo Sports, ambos respectivamente en TV por Cable y Satelital. 
- Un rato más: Programa conducido por José Ayala con un grupo musical llamado Asunción Rockstar y de tener un invitado especial. Se emite los días martes y jueves.

- La bitácora: Programa de televisión, conducido por Mario Ferreiro y panelistas, además de grupos musicales en vivo y toque de humor e invitados especiales. Se emite los martes.

- Nunca es tarde: Programa de televisión, conducido por Jorge Ratti y panelistas además de invitados especiales de lujo y un grupo musical que toca en vivo y muestra secciones de bloopers y humor. Se emite los días lunes y miércoles..

### Perú
En Perú existen tres programas del final de la noche: "La noche es mía", con Carlos Galdós en Latina Televisión y Panamericana TV; "La batería", conducido por Aldo Miyashiro y Viviana Rivasplata (en Panamericana TV); y "El show del fútbol", por Jesús Arias y Rocío Gómez en América TV y Latina Televisión.
Actualmente existen dos programas del final de la noche: "La banda del Chino" conducido por Aldo Miyashiro y Sandra Vergara en América TV; Por Dios Y Por La Plata de Carlos Galdós en Panamericana Televisión.

### República Dominicana
La televisión en República Dominicana desde el año 2014 cuenta con un programa en el formato programa del final de la noche conducido por la comunicadora Pamela Sued llamado Sigue la noche con Pamela, se emite por Color Visión canal 9, su principal contenido son entrevistas a personalidades nacionales e internacionales, reportajes y humor.